# Pietro Agliardi

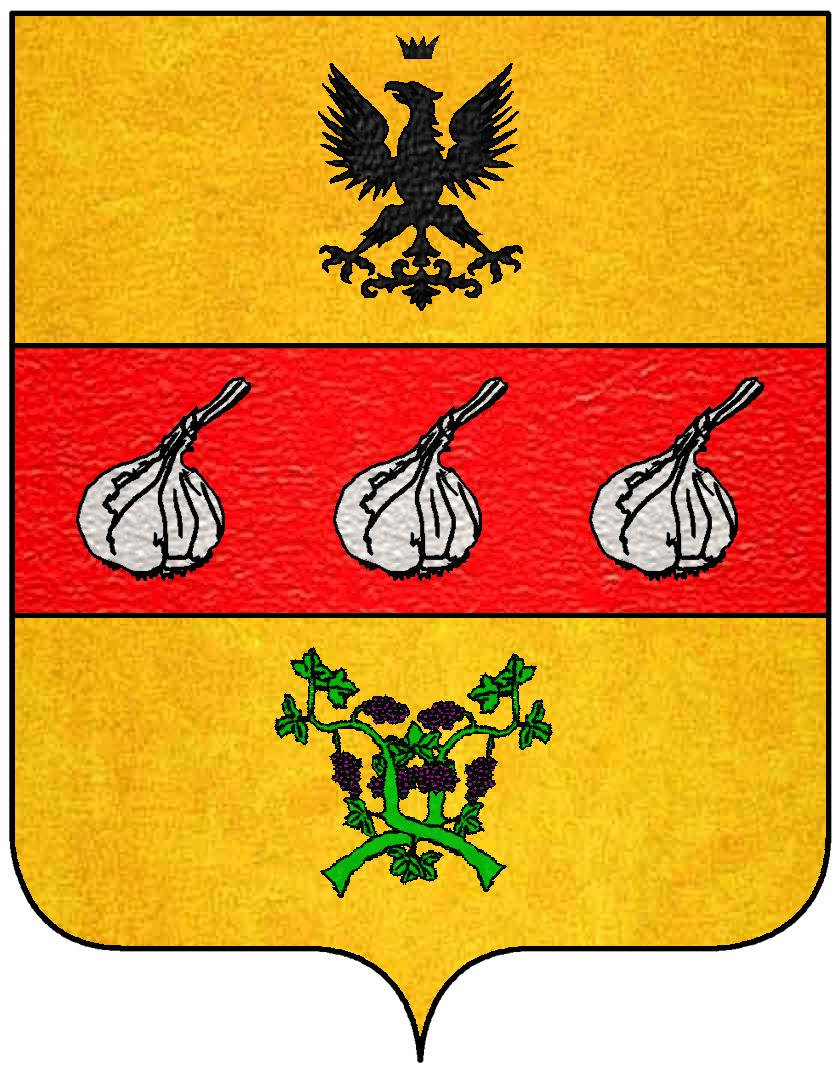
Stemma Agliardi

Pietro Agliardi (Bergamo, 21 maggio 1825 – Bergamo, 21 marzo 1886) è stato un pittore italiano.

## Biografia
Pietro Agliardi era figlio del conte Paolo dell'importante famiglia Agliardi di Bergamo e di Marianna dei conti Pesenti. Fu battezzato nella cattedrale di Sant'Alessandro. Si unì in matrimonio il 10 agosto 1857 con Elisa o Elisabetta Caroli, sorella del garibaldino Luigi Caroli. Dal matrimonio nacquero due figlie: Anna Maria e Camilla. 
Fin in giovane età si avvicinò all'arte della pittura entrando già a diciotto anni in Accademia Carrara presentando alla mostra del 1844 tre dipinti e sempre nel medesimo anno altri cinque dipinti alcuni con soggetto imprecisato, mentre uno raffigurante una battaglia. Del medesimo soggetto risultano essere presenti altre opere nella residenza dei Camozzi, di cui uno probabile copia di un dipinto di Jacques Courtois. Si deve alla sua vicinanza all'artista Cesare Cavalié la raffigurazione di opere pittoriche con paesaggi di discreto valore, in particolare il dipinto del 1855 Un torrente di montagna.  La sua vicinanza agli artisti cittadini è attestata dalla sua presenza in qualità di testimone alle nozze di Costantino Rosa con Zambelli Luigia l'8 settembre 1863.
Pietro Agliardi si dedicò anche alla vita pubblica cittadina entrando nel Comitato di Pubblica sicurezza durante i moti del 1848, e nel 1866 fu eletto dai rappresentanti comunali, quale consigliere della Congregazione di carità, carica che tenne per diciotto anni. Fu eletto in qualità di commissario dell'Accademia Carrara il 23 aprile 1866 con quattro voti favorevoli e due contrari, ruolo che ricoprirà fino alla sua morte, sostituendo un po' quello del padre Paolo che era stato presidente dell'accademia per molti anni, dal 1840 al 1866.
La sua vita privata fu però segnata da un grave lutto, muore la figlia secondogenita Camilla Anna Maria a 23 anni. La sua salute divenne precaria morendo a 61 anni a Bergamo di ritorno da un viaggio romano con la moglie.
Dell'artista si conserva un ritratto eseguito da Giacomo Gritti che lo raffigura in giovane età con la tavolozza in mano, esposto in Accademia Carrara nel 1847, nonché un suo autoritratto giovanile.

### Esposizioni postume
Nel 1916 viene esposto un paesaggio di proprietà della contessa Carolina Agliardi offerto alla  Croce Rossa. 

Il 21 giugno 1919 venne donato all'accademia dal nipote Giovanni Battista Camozzi un ulteriore paesaggio che presenta affinità al primo suo La valle di Dezzò. Mentre il dipinto Vallata bergamasca con viandanti fu esposto nel 1933 alla mostra in Bergamo: Mostra dei paesisti bergamaschi dell'800 lavoro considerato di pregevole esecuzione. Quale relatore della mostra il Vajana scrisse: l'Agliardi aveva intuito l’evoluzione dal paesaggio romantico a quello ripreso dal vero. Le sue tele presentano uno stile omogeneo e dai dipinti considerati, l’artista appare non solo un buon dilettante, come è stato definito dal Perlini (1938, p. 146), ma un più che dignitoso rappresentante dei paesaggisti bergamaschi.